# César Álvarez Dumont
César Álvarez Dumont – hiszpański malarz, brat Eugenia Álvareza Dumonta, również malarza.
Malował głównie obrazy o tematyce historycznej (najczęściej związane z wojną napoleońską w Hiszpanii) i religijnej, w jego późniejszych pracach pojawia się również kostumbryzm i orientalizm.
Studiował w Akademii Sztuk Pięknych w Maladze, później w Królewskiej Akademii Sztuk Pięknych św. Ferdynanda w Madrycie. W 1895 r. otrzymał stypendium na studia w Rzymie, zastąpił tam Alejo Vera jako dyrektor Hiszpańskiej Szkoły Sztuk Pięknych.
W 1897 r. wyjechał do Paryża, a w 1898 r. razem ze swoim bratem Eugeniem udał się w podróż do Afryki Północnej; zwiedził Maroko i Algierię. Po powrocie do Hiszpanii pracował jako rysownik i ilustrator, był także dyrektorem Szkoły Sztuk Pięknych w Sewilli, Kadyksie i Maladze. Zdobywał nagrody na wielu wystawach, m.in. na Krajowej Wystawie Sztuk Pięknych w Madrycie (1984, 1987, 1890, 1892) oraz na wystawie w Chicago (1893) i w Paryżu (1900)
Niewielki zbiór jego prac związanych z oblężeniem Saragossy został odrestaurowany i wystawiony w gmachu Lonja de Zaragoza z okazji dwustulecia oblężenia. Restauracja tych prac odsłoniła nieznane wcześniej szczegóły.